# Sint-Annarei 1

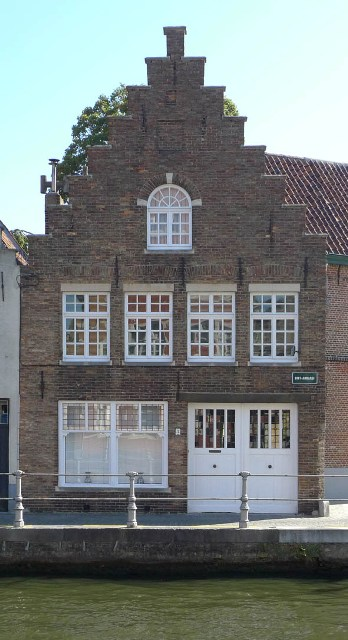
Sint-Annarei 1 im Jahr 2009

Das Gebäude Sint-Annarei 1 ist ein denkmalgeschütztes Haus in Brügge in Belgien.

## Lage

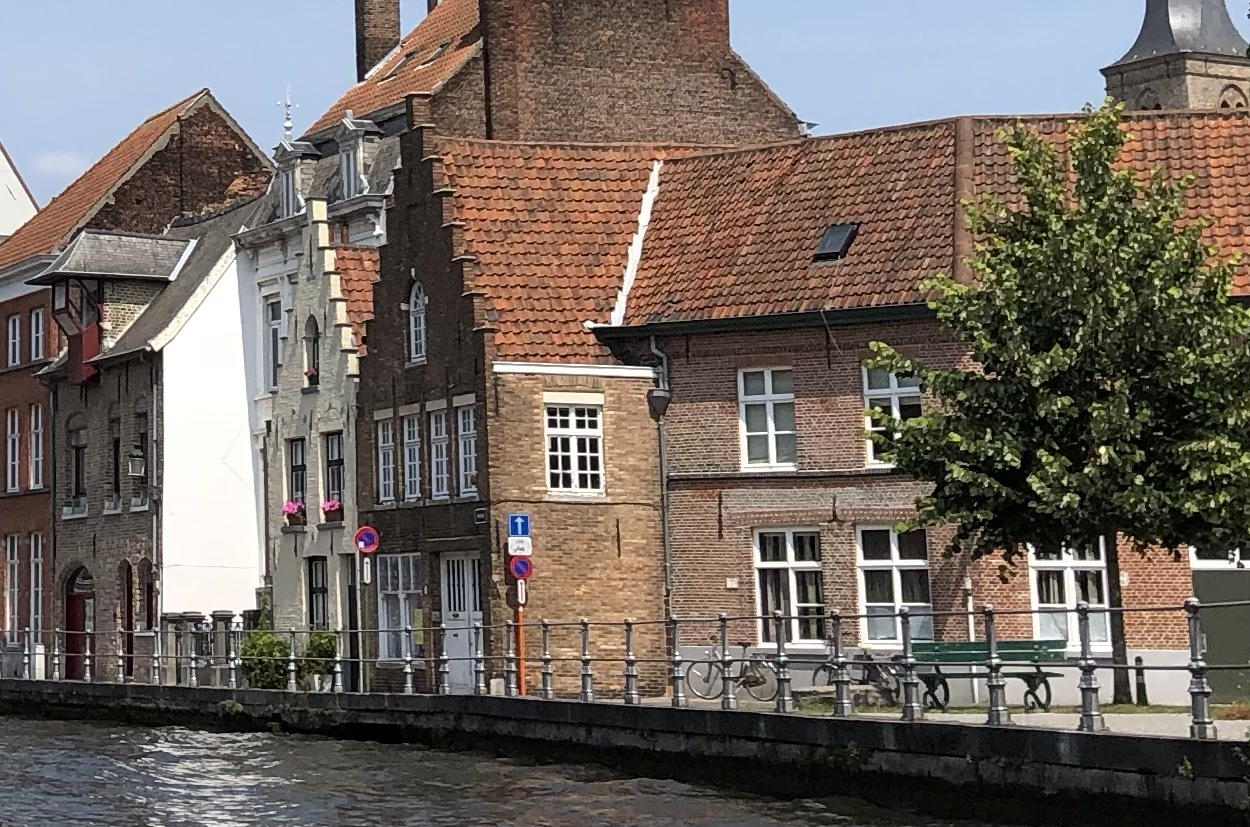
Blick vom Kanal aus südwestlicher Richtung im Jahr 2019

Das Gebäude befindet sich im östlichen Teil der Altstadt von Brügge, in einer Ecklage am südlichen Ende der Straße Sint-Annarei, unmittelbar am östlichen Ufer des Kanals Sint-Annarei. Südlich des Hauses mündet die Leffingestraat ein. Nördlich grenzt das gleichfalls denkmalgeschützte Haus Sint-Annarei 2 an.

## Architektur und Geschichte
Das zweigeschossige Gebäude entstand im 17. Jahrhundert als Ziegelbau. Das giebelständig zum Kanal ausgerichtete Haus ist mit einem mit flämischen Ziegel eingedeckten Satteldach bedeckt. Die Dachkonstruktion stammt noch aus der Bauzeit. Das Grundstück umfasst eine Fläche von 199,6 m².
Die Fassade in ihrer heutigen Erscheinung entstand erst bei einer Restaurierung durch den Brügger Architekten Luc Viérin in den Jahren 1934/1935. Rechts im Erdgeschoss befindet sich eine Hauseinfahrt. Links davon ein großes sich über zwei Achsen erstreckendes geteiltes Fenster mit Oberlichtern. Im Obergeschoss ist die Fassade vierachsig ausgeführt. Die Stürze oberhalb der rechteckigen Fensteröffnungen bestehen aus Kalkstein aus Euville. Darüber spannen sich gemauerte Segmentbögen. Darüber befindet sich im Giebelbereich, nicht ganz symmetrisch im Verhältnis zu den vier Fenstern des Obergeschosses, eine als Rundbogen ausgeführte Fensteröffnung. Markant ist der siebenstufige Treppengiebel mit Aufsatz. 1977 wurde im Obergeschoss auf der Südseite eine neue Fensteröffnung eingefügt.
Das Gebäude wird seit dem 14. September 2009 als architektonisches Erbe geführt.